# 瓦剌
瓦剌（东部标准音：[œːrd]，卫拉特（新疆）方言：[øːrd]；卫拉特蒙古语：ᡆᡅᠷᠠᡑ ，现代音）是位於蒙古高原西部的部族，元代称斡亦剌惕、明朝称西蒙古为瓦剌（Wǎlà/Wǎlā，明代蒙古还包括东部的蒙古本部势力）、清代有卫拉特或厄魯特等稱呼。其實“斡亦剌”或“瓦剌”是oira（卫拉）的漢語别譯，d（惕/特）是蒙古语的複數詞缀，斡亦剌惕/卫拉特即“众瓦剌”。
蒙古高原上的民族過去有草原游牧與森林狩獵採集两種生活方式，1206年成吉思汗統一蒙古草原後，派術赤去征服林中百姓（羅馬化：hoi-yin irgen），斡亦剌惕首領忽都合別乞於1207年投降蒙古帝國。14世紀，蒙古各部逐漸分裂为东部蒙古（中央蒙古，又稱韃靼）和西部蒙古（以瓦剌为主）等兩大蒙古语族群。「瓦剌」的意思是「森林之民」或「邻近者」。现代中文語境也称之为漠西蒙古，意即居住于大漠（戈壁沙漠）以西的蒙古部族。
在蒙古史籍中，瓦剌通常被稱為「衛拉特」而非蒙古人，而瓦剌在西部蒙古週鄰突厥系諸部的長期影響下亦有突厥化的跡象，讓瓦剌跟東部蒙古諸部更加不同。1640年9月，喀爾喀蒙古和四衛拉特的王公們制定的《喀爾喀—衛拉特法典》條款就稱雙方為“蒙古和衛拉特”。

## 起源
瓦剌先世被称为“斡亦剌惕”。原居住于叶尼塞河上游八河地区。過著以狩獵為主、輔以漁牧的生活，為“林中百姓”的一部分。人數眾多分成許多分支，各有其名。屬独立系族之一，但由於與週鄰突厥系諸部長期交錯雜居，在語言等方面又具有突厥系的某些特點。瓦剌有四大部或四萬戶，其中包括許多古老的蒙古語部落和突厥語部落。
成吉思汗立国时，斡亦剌惕的首領忽都合別乞領有四千户。与成吉思汗的黄金家族有世婚关系，在蒙古帝国中一直享有“亲视诸王”的特殊地位。14世纪时，以元朝皇室衰微，遂联合卓里克图汗推翻北元残余，乘机扩大实力，积极参予蒙古高原各派系纷争。

## 歷史

### 瓦剌兴起
1399年（明建文元年），蒙古大汗額勒伯克讓原本突厥系領袖乌格齐哈什哈下屬馬哈木管理瓦剌各部，此事激起了原統轄瓦剌的乌格齐哈什哈的不滿，他於是起兵殺了額勒伯克。瓦剌乘機擺脫蒙古大汗的統治，时称“四万卫拉特”，或称四卫拉特，同以“四十万蒙古”自居的东蒙古统治集团进行斗争。
在马哈木、太平、把秃孛罗分领瓦剌时，瓦剌实力相当强大，辖境除叶尼塞河上游外，还包括额尔齐斯河上游、科布多东南扎布汗河流域等地。他们为同控制着蒙古汗位的东蒙古贵族分庭抗礼，并进而称雄于塞北，一面结好于明廷，遣使向明廷贡马。
1414年，明成祖统兵北征蒙古，与瓦剌战于忽兰忽失温（今蒙古国乌兰巴托东），马哈木败。东蒙古太师阿鲁台又发兵往击。马哈木又败，积忧愤死。马哈木的儿子脫懽继袭，明廷仍封之为顺宁王。
1423年，阿鲁台与明廷关系恶化，被明军击败，脱懽乘隙于饮马河（今克鲁伦河）破其众，俘其大量马驼牛羊和部众。饮马河之捷，使脱懽政治、经济和军事实力得到大大加强，此后他兼并太平、把秃孛罗属众，统一瓦剌各部。
1434年，瓦剌又出兵击阿鲁台于母纳山（今内蒙古乌拉山）、杀阿鲁台及其部下都督同知失捏干，尽收其部众，东西蒙古一时俱为所有。脱懽本欲自立为可汗，但因他不是成吉思汗黄金家族后裔，受到部下的强烈反对。于是拥立脱脱不花，并让其管辖阿鲁台旧有部众，居住于呼伦贝尔草原一带；又将女儿嫁与脱脱不花为妻，自为太师，居住漠北，直接掌握蒙古的政治、经济实权。
1439年，脱懽病死，子也先继位，瓦剌在其统治时期，势力达到全盛。瓦剌控制东部蒙古各部，一面又利用军事征讨、封官设治、联姻结盟等手段，把乞儿吉思、哈密、沙州、罕东、赤斤、兀良哈三卫等，分别置于自己统治之下。又结好女真各部，使之为其效力。极盛时势力东抵朝鲜，西部至塔拉斯河並與巴爾喀什湖以西的金帳汗國接壤，北括貝加爾湖及南西伯利亚，南临明长城。

### 土木堡之变
在也先统治初期，瓦剌与明廷关系比较密切。1449年夏，也先出兵进攻大同、宣府、辽东、甘肃。明英宗在宦官王振怂恿下率兵亲征，也先诱明军至大同，破其前锋。接着，又聚军于土木堡，歼灭明军主力，俘明英宗以去，史称为土木堡之变。同年十月，也先进围北京，企图迫明廷订城下之盟。但因北京的明军和市民奋力抵抗，也先计划未能实现。由于伤亡惨重，加上兵士厌战，内部矛盾重重。1450年也先被迫将明英宗送还，双方重新恢复正常通贡互市关系。
也先与脱脱不花向來不相睦。脱脱不花名义上虽然是可汗，但实际权力却操在也先手里。也先自恃势强，垂涎汗位，欲立己姊子为“太子”，脱脱不花拒之，双方发生激烈战争。脱脱不花初与弟阿噶巴尔济联兵，彼此实力大致相当，难分胜负。后因兄弟内讧，阿噶巴尔济叛投也先。脱脱不花势孤被败，遁入兀良哈（乌梁海）。脱脱不花死后，也先自称“天圣大可汗”，建号“添元”，以次子阿失帖木儿为太师。随后瓦剌内乱，也先被杀，蒙古各部重新分裂。

### 西蒙古
后来蒙古本部达延汗再兴，瓦剌部则移师西北地区，势力一度扩张至伊犁河流域一带。为了保证贸易的顺利进行，阿失帖木儿还不时遣使向明朝通贡。16世纪，在俺答汗等的持续打击下，瓦剌势力衰落，退出了今天蒙古国所属的漠北地区，当地被外喀尔喀占领。到16世纪末，瓦剌在达赖泰什、哈喇忽剌、博贝密尔咱、和鄂尔勒克领导下重新复兴，瓦剌繼續在额尔齐斯河附近地区存在，直至被俄羅斯沙皇國吞併。
17世纪初，瓦剌分为四大部：杜尔伯特（绰罗斯氏）、准噶尔（绰罗斯氏）、和硕特（成吉思汗二弟合撒儿之后）、土尔扈特。另有辉特等小部。准噶尔部强势控制天山南北，土尔扈特部西迁到伏尔加河沿岸，和硕特部又在固始汗率领下迁到青海。

### 清代
清代以後稱瓦剌為厄鲁特，也有额鲁特（Uuld）之写法。
土尔扈特部原游牧于塔尔巴哈台附近的雅尔地区，1630年代其部首领和鄂尔勒克因与准噶尔部首领巴图尔珲台吉不合﹐遂率其所部及部分杜尔伯特部﹑和硕特部牧民西迁至伏尔加河下游地区，成立卡爾梅克汗國，1750年开始归順清朝，史称土尔扈特部东归。
杜尔伯特部牧于额尔齐斯河中游右岸至伊希姆河上游；厄鲁特部以塔尔巴哈台和伊犁为中心，牧于额尔齐斯河上游至巴尔喀什湖，南至乌鲁木齐、天山，西至吹河流域的广阔地区；准噶尔部位于和硕特部之东，以和布克沙里为中心，北至额尔齐斯河上游左岸，东至阿尔泰，南至准噶尔盆地，在1759年为清军所灭；辉特部牧于裕勒都斯河流域。其中，和硕特部首领担任卫拉特盟主。噶尔丹时期四部共有二十万户，六十多万人。

## 卫拉特部首领列表
| 别號              | 名諱       | 在世時間       | 在位時間           | 注                                 |
| ----------------- | ---------- | -------------- | ------------------ | ---------------------------------- |
| －                | 孛罕       | ？－13世紀末   | ？－13世紀末       | 传说人物                           |
| －                | 烏林台巴達 | ？－13世紀末   | ？－13世紀末       | 传说人物                           |
| 达裕（太尉）      | 浩海       | ？－1399年     | ？－1399年         |                                    |
| 乌格齐·哈什哈     | 猛可帖木兒 | ？－1409年     | 1399年－1409年     | 攻杀大汗，瓦剌脱离蒙古本部         |
| 巴图拉丞相 顺宁王 | 馬哈木     | ？－1416年     | 1409年－1416年     | 向明朝称臣                         |
| －                | 脫懽       | ？－1439年     | 1416年－1439年     | 征服蒙古本部                       |
| 大元田盛大可汗    | 也先       | 1407年－1454年 | 1439年－1454年     | 废黜黄金家族后裔，自立为大汗       |
| －                | 阿失帖木兒 | ？－1478年     | 1454年－1478年     |                                    |
| －                | 克舍       | ？－1486年     | 1478年－1486年     |                                    |
| 小列禿王          | 养罕       | ？－？         | 1486年－1495年     | 阿沙、阿力古多等互相仇杀           |
| 密尔咱（米尔扎）  | 博贝       | ？－？         | 16世紀前半葉       | 卜六继承养罕之部落                 |
| 哈尼诺颜          | 洪果尔     | ？－？         | 1530年後－16世紀末 | 翁郭楚所属部落，被土默特俺答汗征服 |
| －                | 拜巴噶斯   | ？－？         | 1600年後－1625年   | 布拉所属诸部被土默特、喀尔喀瓜分   |
| －                | 哈喇忽剌   | ？－1634年     | 17世紀初－1634年   | 脱离喀尔喀阿拉坦汗                 |

### 准噶尔部
| 名號               | 在位時間       |
| ------------------ | -------------- |
| 巴图尔珲台吉       | 1634年－1653年 |
| 僧格               | 1653年－1671年 |
| 噶尔丹             | 1671年－1697年 |
| 策妄阿拉布坦       | 1697年－1727年 |
| 噶尔丹策零         | 1727年－1745年 |
| 策妄多尔济那木扎尔 | 1745年－1750年 |
| 喇嘛达尔扎         | 1750年－1753年 |
| 达瓦齐             | 1750年－1755年 |
| 阿睦尔撒纳         | 1755年－1757年 |

### 杜爾伯特部
| 名號             | 在位時間       |
| ---------------- | -------------- |
| 达赖泰什         | ？－1638年     |
| 鄂木布岱青和硕齐 | 1638年－1644年 |
| 托因             | 1644年－？     |
| 察衮             | ？－？         |
| 丹津             | ？－？         |
| 車凌             | ？－1753年     |

### 和硕特部
| 汗號         | 名號       | 在位時間       |
| ------------ | ---------- | -------------- |
| 固始汗       | 圖魯拜琥   | 1606年－1654年 |
| 鄂齐尔图汗   |            | 1654年－1675年 |
| 达延鄂齐尔汗 |            | 1654年－1670年 |
| 达赖汗       | 朋素克     | 1671年－1701年 |
| 拉藏汗       |            | 1701年－1717年 |
|              | 罗卜藏丹津 | 1714年－1755年 |

### 土尔扈特部
| 名號       | 在位時間       |
| ---------- | -------------- |
| 和鄂尔勒克 | 1628年－1643年 |
| 书库尔岱青 | 1645年－1667年 |
| 朋楚克     | 1667年－1670年 |
| 阿玉奇     | 1670年－1724年 |
| 策凌敦多布 | 1724年－1735年 |
| 敦罗卜旺布 | 1735年－1741年 |
| 敦罗布剌什 | 1741年－1761年 |
| 渥巴锡     | 1761年－1771年 |

## 关联条目

### 四十四萬蒙古和卫拉特
前面为明初蒙古各部在《明史》內的称谓，括号内为蒙古史书称谓
- 鞑靼（“Döchin Mongol”，四十万户蒙古）
- 瓦剌（“Dörvön Oirad”，四万户卫拉特）
- 兀良哈三衛（“ölge yin ǰirγuγan mingγan öǰiyed”，山阳六千乌济叶特）

### 明末清初蒙古各部
- 漠南蒙古
- 厄鲁特蒙古
- 喀尔喀蒙古

## 延伸阅读
[在维基数据编辑]
 《明史卷三百二十八》，出自《明史》

## 外部連結
- Oyirad-mongols (shot notes, photo, historical review, maps) （页面存档备份，存于）
- Mongolistic forum （页面存档备份，存于）
- Khoyt S.K. White spots in dorwod (derbet) ethnogenesis - in russian （页面存档备份，存于）
- Khoyt S.K. Last data by localisation and number of oyirad (oirat) (rar) - in russian （页面存档备份，存于）
- Khoyt S.K. Last data by localisation and number of oyirad (oirat) (htm republication) - in russian （页面存档备份，存于）
- Khoyt S.K. Other ethnic inclusion in european oyirad (oirat) groups by family trees (genealogys) datas. doc, 114 kb (rar, 14 kb) - in russian （页面存档备份，存于）
- Khoyt S.K. The miscegenation problem in kalmyk society. - in russian （页面存档备份，存于）
- Oirad Mongols auf mandal.ca Archive.today的存檔，存档日期2008-02-18